# 孟林
孟林位于中国山东省邹城市东北四基山之阳，是孟子及其后裔的墓地，2006年被列为第六批全国重点文物保护单位合并项目，与第三批全国重点文物保护单位“孟庙及孟府”合并。
孟林占地9万余平方米，现存松柏等古树万余株。孟林前有神道，中段有一拱形石桥，俗称御桥，神道通往享殿大门。享殿始建于宋，明代扩建，清代重修。享殿后是孟子墓，封土堆高6米，直径约20米，墓前立有清道光十四年“亚圣孟子墓”碑。